# Helina regobarrosi
Helina regobarrosi är en tvåvingeart som beskrevs av Albuquerque 1958. Helina regobarrosi ingår i släktet Helina och familjen husflugor. Inga underarter finns listade i Catalogue of Life.